# Adolph Douai
Pour les articles homonymes, voir Douai (homonymie).
Karl Daniel Adolph Douai (22 février 1819 - 21 janvier 1888), connu sous le prénom d'Adolph, était un enseignant texan de nationalité allemande, ainsi qu'un éditeur de journal socialiste et abolitionniste. Il fut notamment membre du Parti ouvrier socialiste d'Amérique et collabora régulièrement à la New Yorker Volkszeitung, un quotidien socialiste de langue allemande.